# Мисливський ніж

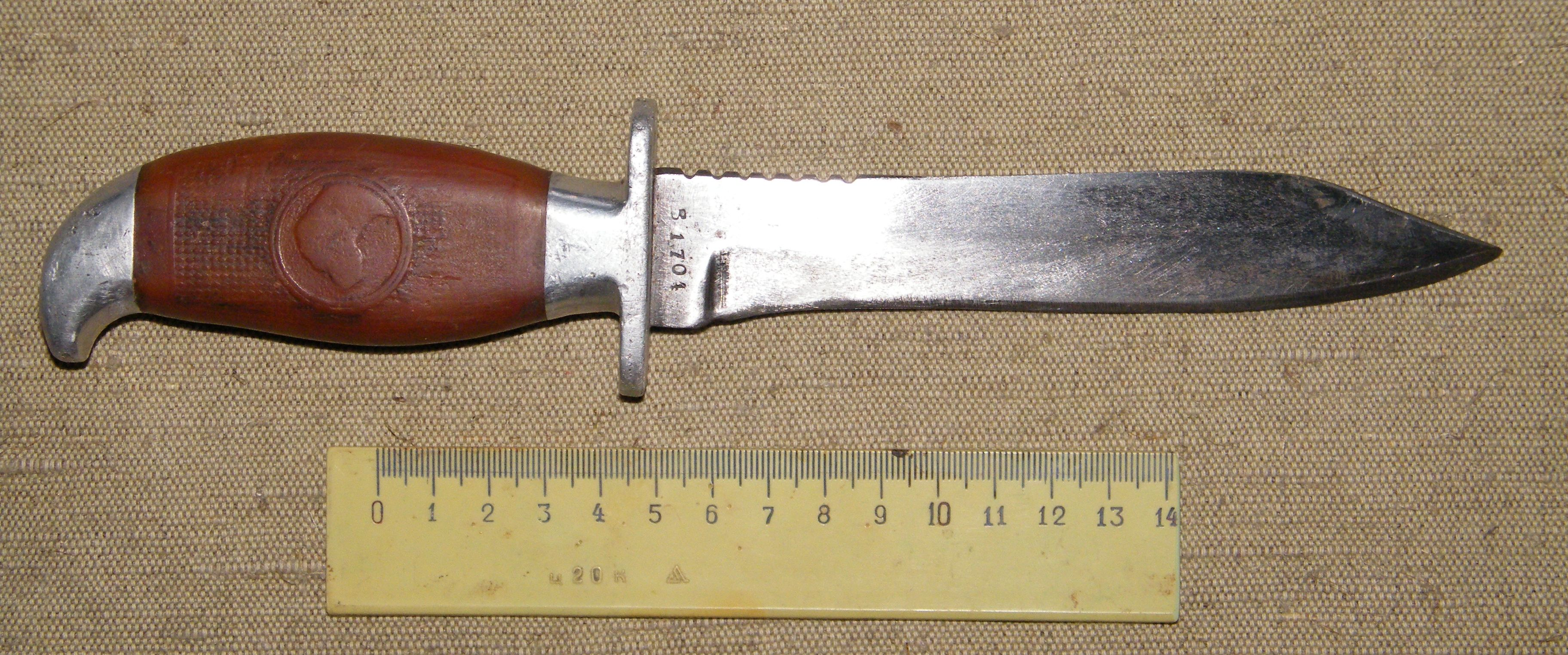
Мисливський ніж

Мисливський ніж — коротка клинкова, одно- або півторасічна холодна зброя, що використовується для мисливських цілей (добивання, обробки та зняття шкіри із здобичі). Мисливський ніж є придатним для добивання дичини і зняття шкури з дичини. Багато моделей ножів мають виражений скіс обуха, який виводить кінчик ножа ближче до середньої лінії руків'я. Така форма є зручною для колючого удару, але знижує інструментальні можливості ножа. Мисливський ніж відрізняється від "мисливського кинджала", мисливський ніж має дещо менші розміри, та менш виражену гарду.
У багатьох сучасних моделях практично зникла гарда, її функції виконує невеликий виступ або западина на нижній частині руків'я. На американських ножах можна зустріти і яскраво виражені під пальцеві виїмки, наприклад на ножах фірми Kershaw Knives. Ці під пальцеві виїмки виглядають гарно, але вони не зовсім зручні, тому що не дають можливості оптимізувати хват ножа в залежності від виконуваної роботи. Крім того, на рукоятці занадто багато металу. З'являються моделі зі спеціальними клинками, на обуху яких розташований шкуродерний гак, це робить ніж менш універсальним, але оптимізує його для виконання основної функції. У деяких конструкціях крім звичайного заточення з'являються ділянки із серейторною заточкою, що при зменшеній довжині клинка підвищує ріжучі можливості ножа.

## Конструкція та матеріали

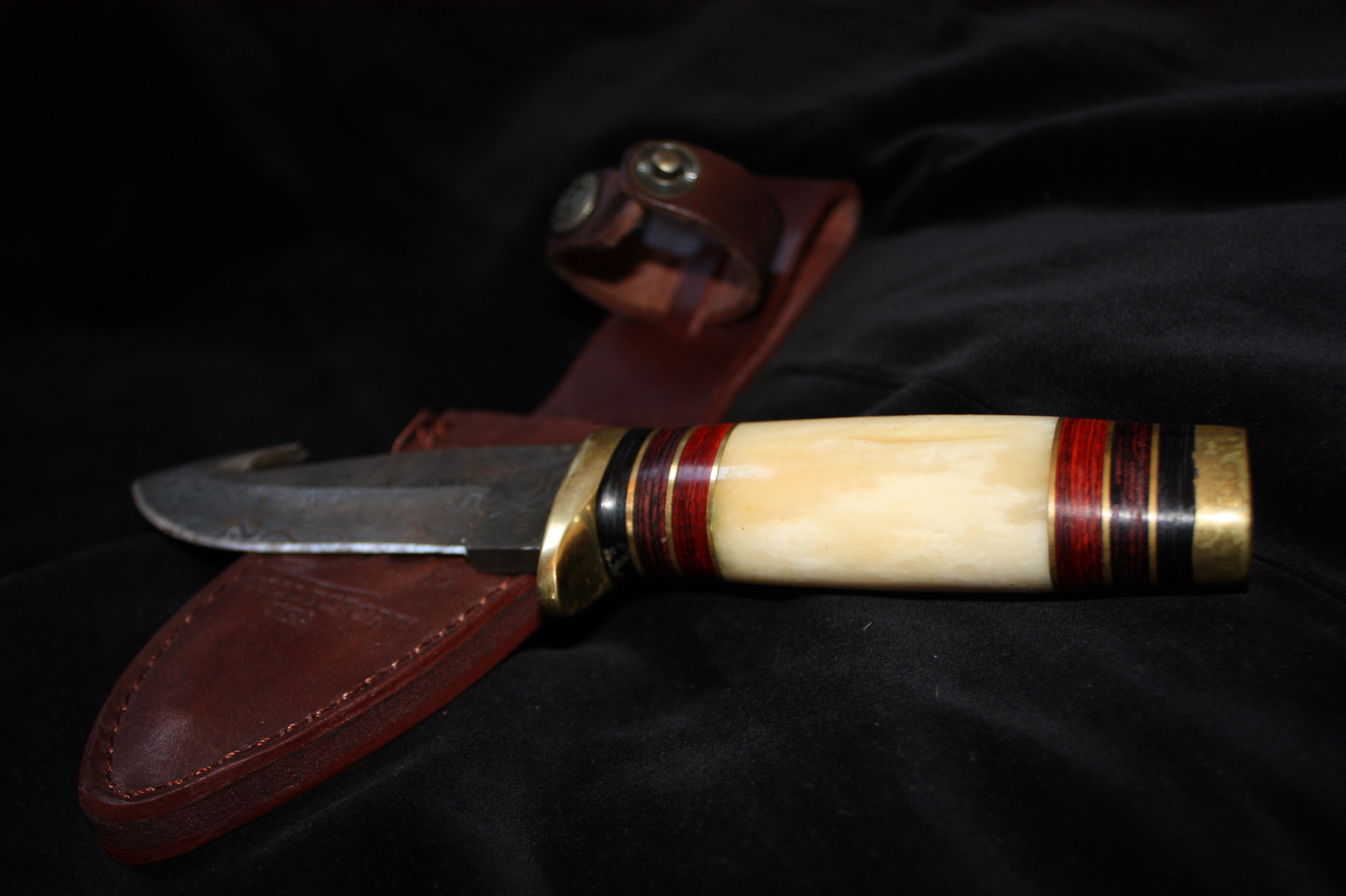
Мисливський ніж дамаської сталі із гаком для зняття шкури

Мисливські ножі повинні бути зносостійкими і зберігати заточення протягом тривалого часу. Майже всі вони мають фіксоване лезо, поширеними елементами є загострені гаки для зняття шкур. Хороший мисливський ніж повинен бути зручним, якісним і практичним. Ручки, як правило, зроблені з дерева або кістки. Дамаська сталь є достатньо поширеним варіантом для мисливського ножа, оскільки вона достатньо міцна та не руйнується, коли ніж стикається із кісткою тварини.

## Законодавство
Згідно із законодавством України громадяни мають право зберігати і носити ножі господарсько-побутового призначення без дозволу МВС. Для носіння і зберігання холодної зброї необхідний дозвіл. Мисливській ніж не обов'язково є холодною зброєю, тому при покупці вимагайте копію висновку експертизи («сертифікату») у продавця.